# BAE Systems
BAE Systems plc (BAE) er en britisk multinational virksomhed med aktiviteter indenfor forsvarsindustrien, informationssikkerhed og luftfartsindustrien. Selskabet har hovedsæde i London i England. Inden for forsvarsindustrien er BAE Systems den største europæiske virksomhed og var i 2017 den tredjestørste i verden målt på omsætning. Virksomheden var i 2017 den største fremstillingsvirksomhed i Storbritannien. BAE Systems har sine væsentligste aktiviteter i Storbritannien og i USA, hvor datterselskabet BAE Systems Inc. er blandt de seks største leverandører til det amerikanske forsvar. Andre større markeder for virksomheden er Australien, Canada, Indien, Saudi Arabien, Tyrkiet, Qatar, Oman og Sverige. Saudi Arabien er ofte blandt BAE Systems tre største kunder. Selskabet blev grundlagt den 30. november 1999 ved en sammenlægning af Marconi Electronic Systems (MES), et datterselskab af britiske General Electric Company plc. og British Aerospace.
BAE Systems er efterfølgeren til flere britiske producenter af fly, skibe, tanks m.v., herunder A.V. Roe and Company, en af verdens første flyproducenter, de Havilland, flyproducent og udvikler af Comet, verdens første jet-passagerfly, Hawker Siddeley, producent af Harrier, verdens første VTOL-angrebsfly, British Aircraft Corporation, co-producent af det supersoniske passagerfly Concorde, Supermarine, producent af Spitfire, Yarrow Shipbuilders, skibsværft der fremstillede Royal Navys første destroyere, og Vickers Shipbuilding and Engineering, der fremstillede flere ubåde for Royal Navy.
Efter etableringen i 1999 har BAE Systems foretaget flere opkøb, bl.a. af United Defense og Armor Holdings i USA, ligesom BAE Systems har solgt sine andele i bl.a. Airbus og Astrium. BAE Systems har siden sin stiftelse været involveret i udviklingen af flere våbensystemer, herunder Lockheed Martin F-35 Lightning II, Eurofighter Typhoon, Astute-ubådene og hangarskibs-klassen Queen Elizabeth. BAE Systems er noteret på London Stock Exchange og indgår i FTSE 100 Index.

## Galleri af produkter
- HMS Queen Elizabeth
- En Tornado letter
- En M2-kampvogn fra datterselskabet United Defence
- M777-Haubits